# European Federation of National Maintenance Societies
European Federation of National Maintenance Societies – grupa towarzystw utworzonych przez przemysłowców zajmujące się promowaniem prawidłowych zasad eksploatacji (obsługiwania). Polskim członkiem jest PNTTE (Polskie Naukowo-Techniczne Towarzystwo Eksploatacyjne – Polish Maintenance Society) utworzone przez środowisko naukowe, które powinno rozszerzać się na sferę gospodarczą. Członkiem reprezentującym dany kraj może być tylko jedno towarzystwo narodowe.